# Tossal de Pedrós

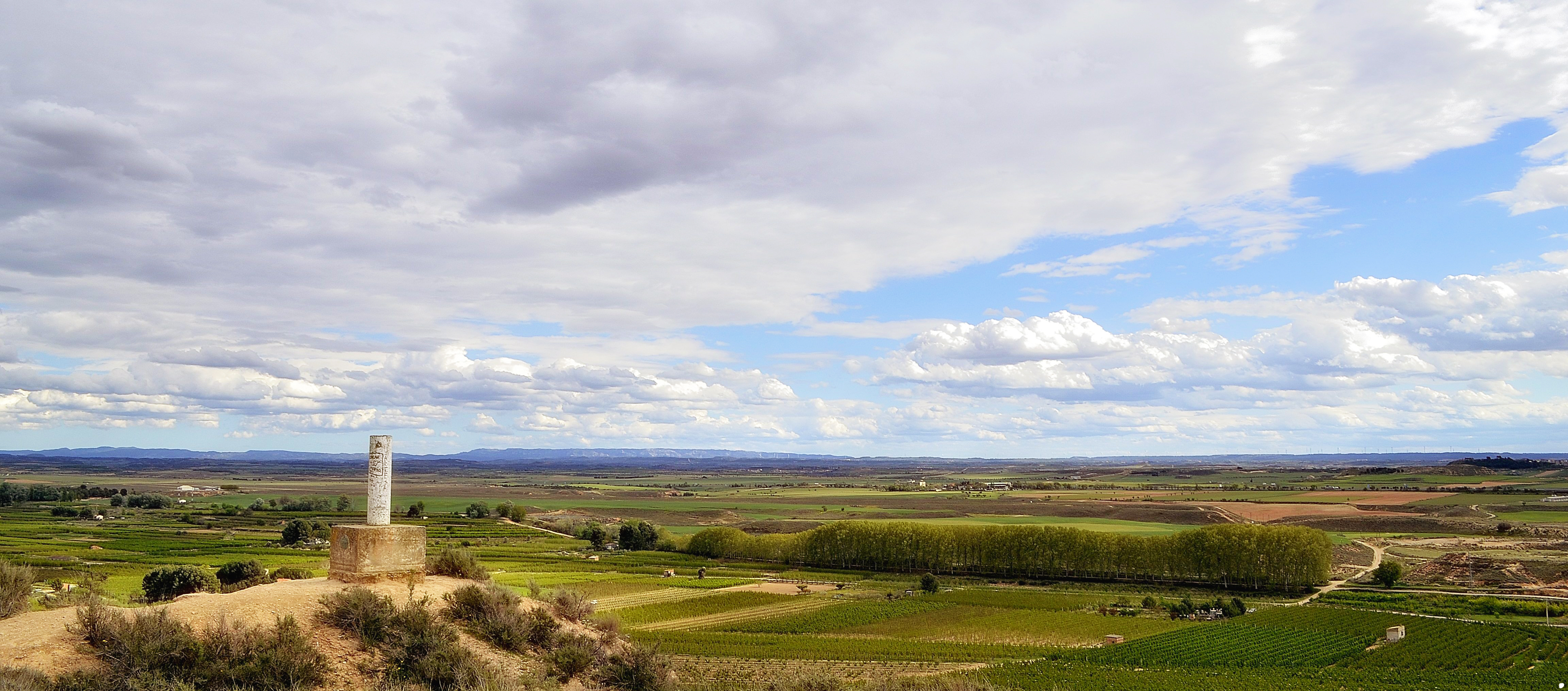
Vèrtex geodèsic del Tossal de Pedrós.

El Tossal de Pedrós és una muntanya de 229 metres que es troba al municipi d'Albatàrrec, a la comarca catalana del Segrià.
Al cim podem trobar-hi un vèrtex geodèsic (referència 252117001).